# Willy Bandholz
Willy Bandholz (Schnefeld, 28 de julho de 1912 – 29 de janeiro de 1999) foi um handebolista de campo alemão, campeão olímpico.
Fez parte do elenco campeão olímpico de handebol de campo nas Olimpíadas de Berlim de 1936.